# Domingo Panganiban
Domingo F. Panganiban (* 9. August 1939 in Tanauan City, Provinz Batangas, Philippinen) ist ein philippinischer Politiker.

## Biografie
Nach dem Schulbesuch studierte er von 1956 bis 1961 Agrarwissenschaften an der University of the Philippines (UP) in Los Baños (Laguna), das er mit einem Bachelor of Science (B.S. Agriculture) in den Hauptfächern Agronomie und Pflanzenschutz beendete. Zwischen 1968 und 1970 absolvierte er ein Studium in Verwaltungslehre an der UP in Manila und schloss dieses 1970 mit einem Master of Science (M.Sc. Public Administration) ab.
Nach Beendigung seines ersten Studiums trat er in den Staatsdienst und war zunächst von Juni 1961 bis Juni 1967 als Kontrollarbeiter und dann als Leitender Kontrolleur für Pflanzenschutz im Büro für Pflanzenindustrie (Bureau of Plant Industry) in Zamboanga City und dann von Juli bis Dezember 1967 in der Provinz Tarlac tätig. Im Anschluss war er bis Juni 1969 Aufsichtsbeamter des Büros für Pflanzenindustrie für Farmen in der Region III (Central Luzon).
Im Juni 1969 erfolgte seine Ernennung zum Stellvertretenden Exekutivdirektor des Nationalen Ernährungs- und Landwirtschaftsrates (National Food and Agriculture Council). In diesem Amt verblieb er bis September 1975 und war in der gleichen Zeit Direktor des Büros für Pflanzenindustrie in der Region III. Im Anschluss erfolgte im September 1975 seine Ernennung zum Direktor des Büros für Pflanzenindustrie und war in dieser Funktion bis Februar 1986 auch zeitgleich Exekutivdirektor des Nationalen Ernährungs- und Landwirtschaftsrates. Darüber hinaus war er zwischen März 1984 bis Oktober 1985 auch amtierender Direktor des Büros für landwirtschaftliche Erweiterungen (Bureau of Agricultural Extension).
Während der letzten zwei Amtsjahre von Präsident Ferdinand Marcos war er außerdem von März 1984 bis März 1986 Stellvertretender Minister für Landwirtschaft und Ernährung.
Im Anschluss wechselte er in die Privatwirtschaft und war zuerst von Juni bis Juli 1986 Leiter eines landwirtschaftlichen Joint-Venture-Projekts in Gabun. Nach seiner Rückkehr auf die Philippinen war er von 1987 bis 1993 Berater und Teammanager der Mannschaft von Purefood (Purefoods Tender Juicy Giants) in der Philippine Basketball Association. Später war er 1995 Leitender Berater der Firma Development Specialists International, Inc., in Metro Manila und dann von 1995 bis 1996 Berater für Produktion und Technologie für Reisanbau für die Ernährungs- und Landwirtschaftsorganisation (FAO) der Vereinten Nationen (UN) in Laos.
Nach einer im Februar 1996 begonnenen Tätigkeit als Assistent von Präsident Fidel Ramos für Landwirtschaftsangelegenheiten war er von April 1996 bis Januar 2001 Unterstaatssekretär im Landwirtschaftsministerium (Department of Agriculture). Daneben war er amtierender Leiter der Nationalen Ernährungsbehörde (National Food Authority) von November 2000 bis zum März 2001. Am 8. Januar 2001 wurde er erstmals selbst Landwirtschaftsminister (Secretary of Agriculture) und übte dieses Amt bis zum 31. März 2001 aus. Zwischen August 2001 und Juni 2004 war er Stabschef von Senatorin Loren Legarda-Leviste. Danach war er erneut als Berater der FAO in Vietnam, Laos und Kambodscha tätig.
2005 berief ihn Präsidentin Gloria Macapagal-Arroyo erneut als Landwirtschaftsminister in ihr Kabinett, dem er bis zu seiner Ablösung durch Arthur Yap 2006 angehörte.

## Ehrungen und Auszeichnungen
Panganiban wurde im Laufe seiner beruflichen Laufbahn mehrfach ausgezeichnet und erhielt unter anderem 1967 die Presidential Plaque of Merit, 1974 den Golden Plow Award, 1975 den Distinguished Alumnus Award der University of the Philippines in Los Baños, 1976 den Budiras Award und den PCARR Pantas Award, 1979 den Dangal ng Batangas Award, 1982 den Lingkod Bayan Award sowie 1999 den Most Distinguished Alumnus Award der UP in Los Baños. 1967 wurde er darüber hinaus zu einem der „10 herausragendsten jungen Männer der Philippinen“ (Ten Outstanding Young Men of the Philippines) für seine Leistungen in der Vergrößerung der Reisernten.
Außerdem hatte er mehrere Ehrenämter inne wie zum Beispiel die Vizepräsidentschaft der Ehemaligenvereinigung des UP College of Agriculture von 1990 bis 1991. Außerdem ist er Ehrenmitglied der Assoziation der Agraringenieure (Philippine Association of Agricultural Engineers) und der Assoziation der Hersteller von Dünger und Pestiziden (Association of Fertilizers and Pesticides of the Philippines).